# Меркуриос Каракостис
Меркуриос Каракостис (на гръцки: Μερκούριος Καρακωστής) е гръцки общественик и революционер, деец на гръцката въоръжена пропаганда в Македония от началото на XX век.

## Биография
Меркуриос Каракостис е роден в западномакедонския град Бер. Занимава се с търговия. При началото на Гръцката пропаганда в Македония Каракостис започва активно да я подкрепя и къщата му става седалище на гръцкия революционен комитет в града. След изгонването на Анастасиос Сьорманолакис става председател на комитета. Обявен е за агент от I ред. Ностел е на сребърен кръст и с медала на Македонската борба. Оставя ценна библиотека от над 600 тома.